# Francuskie Terytorium Afarów i Isów
Francuskie Terytorium Afarów i Isów (fr. Territoire français des Afars et des Issas) – w latach 1967–1977 nazwa francuskiego terytorium zamorskiego położonego w północno-wschodniej Afryce. Wcześniej nosiło nazwę Somali Francuskie. W roku 1977 uzyskało niepodległość jako Dżibuti.
Nazwa pochodziła od dwóch głównych grup etnicznych zamieszkujących terytorium: Afarów i Issów.